# Mahmudkənd
Mahmudkənd è un comune dell'Azerbaigian situato nel distretto di Şərur.